# Vladimír Šaur
Vladimír Šaur (30. prosince 1937 Brno – 10. ledna 2014 Brno) byl významný český bohemista, paleoslovenista a vysokoškolský pedagog. Jeho vědecká činnost byla z velké části orientována balkanisticky, věnoval se především sémantické morfologii a historické fonologii, později slovanské etymologii, onomastice a dějinám slavistiky. Jako pedagog působil na Filozofické fakultě Masarykovy univerzity v Brně, na Slezské univerzitě v Opavě a na Pedagogické fakultě Masarykovy univerzity v Brně. Významně se podílel na činnosti brněnské pobočky Výboru národní kultury v Brně.

## Život
Po maturitě na Střední knihovnické škole v Brně v roce 1956 vystudoval na Filozofické fakultě Masarykovy univerzity (FF MU) češtinu, ruštinu a bulharštinu a nástavbovou indoevropeistiku. V letech 1961–1962 studoval postgraduálně na Univerzitě v Sofii bulharistiku, kde také v letech 1965–1966 působil jako lektor češtiny. Externě vyučoval bulharský jazyk v kabinetu balkanistiky brněnské filozofické fakulty, s nímž spolupracoval také určitou dobu na zpracování tří svazků bibliografie československé balkanistiky.
Po návratu ze Sofie pracoval do roku 1969 ve Státní vědecké knihovně v Brně (dnešní Moravská zemská knihovna). V letech 1970–1992 působil v etymologickém oddělení Ústavu pro jazyk český Akademie věd České republiky (tehdejší ČSAV). V roce 1993 se habilitoval na Filozofické fakultě Univerzity Karlovy (FF UK) prací České náslovné j. Vyučoval externě gramatiku a lexikologii bulharštiny na FF MU v Brně, v letech 1990 - 2002 působil na Ústavu bohemistiky a knihovnictví Filozoficko-přírodovědecké fakulty Slezské univerzity v Opavě (SU). V roce 1993 se stal vedoucím oddělení lingvistiky tohoto pracoviště, jeho zásluhou byla v Opavě založena pobočka Jazykovědného sdružení. Od roku 2003 působil jako externí vyučující na katedře českého jazyka Pedagogické fakulty Masarykovy univerzity v Brně (PedF MU).

## Dílo
Vědecky se zabýval českým jazykem a jazyky jihoslovanskými, především bulharštinou, makedonštinou, staroslověnštinou a etymologií. Byl spoluautorem druhého svazku Etymologického slovníku slovanských jazyků (podtitul Slova gramatická a zájmena), od roku 1990 spolupracoval na Etymologickém slovníku jazyka staroslověnského. V roce 1971 vydal knižně rusky psanou rozpravu o Pop Punčově sborníku jako pramenu historicko-dialektologického výzkumu. Četné studie a stati publikoval v českých i zahraničních odborných časopisech a sbornících.

#### Publikace - výběr
- Pop Punčov sbornik kak istočnik istoriko-dialektologičeskich isledovanij. Academia, Praha 1971
- Etymologie slovanských příbuzenských termínů. Academia, Praha 1975
- Od indoevropštiny k slezským nářečím (hláskosloví). Slezská univerzita, Opava 1993
- Slova gramatická a zájmena. Academia, Praha 1980; České náslovné j. Slezská univerzita, Opava 1994
- České náslovné j. Slezská univerzita, Opava 1994
- Česká historická morfologie. Slezská univerzita, 1995
- Pravidla českého pravopisu s výkladem mluvnice. Ottovo nakladatelství, Praha 2005